# Jotunheimen
Jotunheimen er Norges og Nordeuropas største fjeldområde. Her ligger de højeste fjelde i Nordeuropa, Galdhøpiggen og Glittertind. 
Totalt har området over 80 fjeldtoppe på over 2.000 meter. 
Jotunheimen er en del af Kjølen og ligger i Innlandet og Vestland fylker, mellem Sognefjeldet i vest, Valdres i syd og Gudbrandsdalen i øst. 
I 1980 blev Jotunheimen nationalpark oprettet.
Jotunheimen er et populært vandreområde med et godt udbygget net af hytter og mange afmærkede stier. 
Den mest populære rute i Jotunheimen er turen over Besseggen, som går mellem Gjende og Bessvatnet.
Navnet Jotunheimen, tidligere Jøtunheimen, blev først taget i brug af Aasmund Olavsson Vinje, som vandrede meget i området 1860'erne. Navnet er inspireret af nordisk mytologi, hvor Jotunheim (også kaldet Udgård) er "jætternes hjem".
Området omtaltes på et tidligere tidspunkt også som Jotunfjeldene. Navnet blev givet af fjeldpionererne Christian Peder Bianco Boeck og Baltazar Mathias Keilhau, som udforskede området i 1820.